# Gedonder om de bliksem
Gedonder om de bliksem is het 54e stripverhaal van De Kiekeboes. De reeks wordt getekend door striptekenaar Merho. Het album verscheen in september 1992.

## Verhaal
Kiekeboe hallucineert overal een zeemeermin. Zijn dokter adviseert hem en zijn gezin hierop naar Portugal te gaan om rust te vinden. Charlotte, die als schoonmaakster voor Mon Ster werkt, ontdekt een lijk in het gebouw. Het blijkt om Mon Ster zelf te gaan die vermoord is door een onbekende. Fanny gaat inmiddels ook naar Portugal als fotomodel...